# Світлівська сільська рада (Добропільський район)
| Світлівська сільська рада — колишній орган місцевого самоврядування у Добропільському районі Донецької області з адміністративним центром у селищі Світле. Сільській раді підпорядковані населені пункти: - с-ще Світле - с-ще Красноярське - с-ще Новий Донбас - с-ще Шевченко |

## Склад ради
Рада складається з 18 депутатів та голови.

## Керівний склад сільської ради
| ПІБ                           | Основні відомості                                                                  | Дата обрання | Дата звільнення |
| ----------------------------- | ---------------------------------------------------------------------------------- | ------------ | --------------- |
| Колосов Валентин Валентинович | Сільський голова, 1957 року народження, освіта, член Соціалістичної партії України | 26.03.2006   | 31.10.2010      |
| Колосов Валентин Валентинович | Сільський голова, 1957 року народження, освіта вища, член Партії регіонів          | 31.10.2010   |                 |

Примітка: таблиця складена за даними джерела